# Puy de Bâne
Le puy de Bâne est un sommet des monts du Cantal dans le Massif central.

## Géographie

### Situation
Le puy est situé au sud du puy Gros, sur la commune de Malbo.

### Géologie
Le sous-sol du puy de Bâne est constitué de basalte.

## Activités

### Protection environnementale
Le sommet est inclus dans la ZNIEFF de type 2 « Monts du Cantal ».

### Randonnée
Le sentier de grande randonnée 465 l'approche à l'ouest.